# Senne Lynen
Senne Maaike Lynen (* 19. Februar 1999 in Borsbeek, Belgien) ist ein belgischer Fußballspieler. Seit Beginn der Saison 2023/24 spielt er für Werder Bremen in der deutschen Fußball-Bundesliga. Seine Hauptposition ist die eines defensiven Mittelfeldspielers.

## Karriere
Senne Lynen wechselte 2014 in die Jugendabteilung des FC Brügge, wo er unter anderem Auswahlspieler der belgischen U17- als auch der U19-Nationalmannschaft wurde.
Auch im Übergang zum Seniorenbereich blieb Lynen für den FC Brügge aktiv, für dessen zweite Mannschaft er von 2015 bis 2018 spielte. 2018 wechselte Lynen zum niederländischen Verein Telstar, wo er bis 2020 spielte. Anschließend wechselte er zur Saison 2020/21 zum belgischen Zweitligisten Royale Union Saint-Gilloise, wo er einen Vertrag mit einer Laufzeit von drei Jahren unterschrieb. Zur Saison 2021/22 stieg RUSG in die Division 1A auf und nahm in der Saison 2022/23 an der Qualifikation zur Champions League und anschließend an der Europa League von der Gruppenphase bis zum Viertelfinale teil.
Lynen bestritt insgesamt 69 Ligaspiele für RUSG, in denen er drei Tore schoss, sechs Pokalspiele und 12 Spiele im Europapokal mit einem Tor.
Nach den ersten zwei Ligaspielen der Saison 2023/24 in Belgien wechselte Lynen für eine Ablösesumme von 2 Mio. € in die Fußball-Bundesliga zu Werder Bremen. Dort kam er bereits am 1. Spieltag der Saison 2023/24 zu seinem Startelf-Debüt.

## Spielweise und taktisches Profil
Lynen wird zumeist als defensiver Mittelfeldspieler (sog.„Sechser“) eingesetzt, kann aber auch auf anderen Positionen im Mittelfeld spielen. Ein datengestützter Scouting-Report aus dem Juli 2023 beschreibt Lynen als zweikampfstark, lauffreudig, spielintelligent sowie als insgesamt „sehr disziplinierten und engagierten“ Verteidiger. Zum Angriffsspiel seiner Mannschaften trägt Lynen mit einer verlässlich hohen Zahl (genauer) Pässe über kurze und mittlere Distanzen bei. Als Schwächen Lynens identifiziert derselbe Scouting-Report die relativ niedrige Grundgeschwindigkeit, Mängel im Pass-Spiel über längere Distanzen und eine ausgeprägte Abschlussschwäche.